# اوج سرخوشی
اوج سرخوشی (به انگلیسی: Extreme Ecstasy) که با نام کامل، سکس و ذِن سه بعدی: اوج سرخوشی نیز شناخته می شود؛ فیلمی در ژانر کمدی-درام، اروتیک و شهوانی به کارگردانی کریستوفر سون است.
فیلمنامه این اثر به صورت طنز و بر اساس رمانی به نام سجاده نماز نفسانی (به انگلیسی: The Carnal Prayer) از لی یو، توسط استیون شیو و مارک وو نوشته شده‌است. این فیلم چهارمین دنباله از مجموعه سینمایی «سکس و ذِن» به‌شمار می‌آید. اگرچه این فیلم ادعا می‌کرد که اولین فیلم سه بعدی وابسته به عشق شهوانی در ژانرخود است؛ اما مهمانداران (۱۹۶۹) اثر آلن سیلیفنت ۴۲ سال قبل از آن ساخته شده بود.
از بازیگرانی که در این فیلم به ایفای نقش پرداخته‌اند می‌توان از هیرو هایاما، تونی هو، لنی لان، سائوری هارا، یوکیکو سوئو، وینا لین، وانی لویی نام برد.
این فیلم در هنگ کنگ، کره جنوبی، استرالیا و نیوزیلند در ۱۴ آوریل ۲۰۱۱ منتشر شد.

## داستان رمان
داستان این رمان در زمان سلسله «یوآن» در قرن چهاردهم رخ می‌دهد، قهرمان رمان، «وایانگ شنگ» از معبد «اماروس» در ایالت «سیچوان» و از مجسمه بودا “معروف به برآورده کردن آرزوهاً ساخته «وو داوزی» با قدمتی ۸۰۰ ساله بازدید می‌کند، وایانگ با یک راهب «بودا هشانگ» ملاقات می‌کند؛ او حکمت خود را نشان می‌دهد. اما وایانگ می‌گوید که هدف راهب از زندگی نشستن روی زفو (سجاده) نماز و مراقبه است، در حالی که آرزوی او ازدواج با یک زن زیبا و نشستن بر روی یک سجادهٔ نفسانی است.
وایانگ با یک نگاه عاشق دختری از خاندان «تائوئیست» به نام «یوژیانگ» می‌شود و با او ازدواج می‌کند. در حالی که راهب و پدر شوهرش از او می‌خواهند که از راه‌های فاسقانه خود دست بردارد و راه بودایسم را دنبال کند و فردی شایسته‌تر باشد؛ اما وایانگ هر دوی آنها را نادیده می‌گیرد. وایانگ که از کوتاهی صفت مردانه اش و زودانزالی رنج می‌برد؛ با یک راهزن، «سایکونلون» برخورد می‌کند و با او برادر قسم خورده می‌شود. سایکونلون، وایانگ‌شنگ را با «تیانجی ژنرن»، یک جادوگر «تائوئیست» آشنا می‌کند؛ و با جراحی آلت تناسلی ویانگ‌شنگ و پیوند دادن آن با آلت تناسلی سگ باعث بزرگ‌تر شدن و «قوی‌تر شدن» آن می‌شود.
وایانگ که درگیر روابط نامشروع فراوانی با زنان شوهردار می‌شود، از همسرش که او را عاشقانه دوست دارد، طلاق می‌گیرد. وقتی «کوان لاوشی» از رابطه همسرانش با وایانگ‌شنگ باخبر می‌شود، عصبانی می‌شود و مصمم به انتقام می‌شود. او خود را مبدل می‌کند و به خانواده وایانگ شنگ نفوذ می‌کند، جایی که با همسر سابق وایانگ شنگ، یوشیانگ رابطه نامشروع برقرار می‌کند و او را باردار می‌نماید؛ و سپس او را به فاحشه خانه می‌فروشد تا روسپی گردد. کوان لاوشی بعداً متوجه می‌شود که مرتکب گناهان کبیره شده‌است و تصمیم می‌گیرد با راهبه شدن و تحصیل زیر نظر بودای هشنگ توبه کند.
وقتی وایانگ‌شنگ از فاحشه خانه بازدید می‌کند، یوشیانگ شوهرش را می‌شناسد و از شرم خودکشی می‌کند. وایانگ‌شنگ با ضرب و شتم خوبی مواجه می‌شود؛ که باعث می‌شود حواسش جمع شده و به خود بیاید. او تصمیم می‌گیرد راه کوان لاوشی را دنبال کند و زیر نظر بودای هشنگ راهب، ذِن را دنبال کند. او همچنین خود را اَخته می‌کند تا آلت تناسلی‌اش که به‌وسیله جراحی افزایش یافته‌است، باعث منحرف شدن او از هدفش نشود.

## داستان فیلم
راهب معبد در ملاقات با «وایانگ شنگ» به او می‌گوید “خوشی‌های نامشروع امروز باعث بدبختی‌های فردا است” اما «وایانگ شنگ» نصیحت راهب را قبول نمی‌کند. راهب «شاهزاده نینگ» را مثال می‌زند و می‌گوید، او در قلعه خودحرمسرا و زندگی بس تجملاتی دارد و همواره در پی ارضاء امیال نفسانی خویش است؛ او چگونه می‌تواند به فکر مردمی باشد که در رنج و عذاب هستند. وایانگ از مقایسه یک فرد لاابالی با او که نقاش و دانشور است، ناراحت می‌شود؛ و این در حالی است که شاهزاده که برای عبادت به معبد آمده‌است، در حال شنیدن صحبت آنها و گرفتن کینه قلبی از آن دو نفر است.
وایانگ با یک نگاه عاشق دختری از خاندان «تای» به نام «یوژیانگ» می‌شود. یوژیانگ که در ابتدا می‌خواهد با «لین» دوست وایانگ ازدواج کند؛ با دیدن استعداد او در نقاشی، با او ازدواج می‌کند. ترس یوژیانگ از شب زفاف، با کوتاهی صفت مردانه وایانگ و زودانزالی وی، بی اثر می‌شود؛ اما او که عاشق وایانگ است، روزها به تکرار رابطه شان بدون ارضاء شدن با او ادامه می‌دهد.
وایانگ در حالیکه از شاهزاده نینگ متنفر است؛ اما با دوستش لین برای دیدنش به قلعه او می‌رود. شاهزاده پیشکش وایانگ را بی‌ارزش می‌داند و آن را نمی‌پذیرد؛ ولی از طرفی متوجه نبوغ او در نقاشی و شناسایی آثار با ارزش و عتیقه می‌شود؛ و با نشان دادن غار سعادت، گنجینه‌ها و حرمسرایش با او در ظاهر دوست می‌شود؛ آنها با مصرف پودر مخدر «ووشی» به خلسه می‌روند. شاهزاده اجازه رابطه با الماس قلعه «روژیو» را در قبال ده سال خدمت، به وایانگ می‌دهد. روژیو نیز با تکنیک‌های طب سوزنی مشکل وایانگ در رابطه را موقتاً حل می‌کند.
یوژیانگ که به خیانت شوهرش پی می‌برد، مریض شده ودر بستر می‌افتد و پدرش طلاق او را می‌گیرد. وایانگ هم با شکستن قلم نقاشی خاندانش به یوژیانگ قسم می‌خورد که دیگر نقاشی نکشد. شاهزاده به وایانگ معشوقه خود «دانگ می» را پیشنهاد می‌دهد ولی او بخاطر مشکل مردانه وایانگ، هیچ لذتی از رابطه نمی‌برد و شاهزاده با نشان دادن قدرت خود در رابطه، او را تمسخر می‌کند. شاهزاده نینگ برای گرفتن انتقام از وایانگ، یکی از افراد خود به نام «کوان لاوشی» را به خانه یوژیانگ می‌فرستد تا به او تجاوز کند؛ و او را به صاحب روسپی خانه که مردی مهربان است، بفروشد.
شاهزاده از وایانگ برای دیدن «ارشد نهایت خوشبختی» که دختری دوجنسه با صفت مردانه ای بلند و قوی است؛ به نام «لی چانگ چون» دعوت می‌کند. وایانگ از او که قدرت خود را از افسونگری و رابطه با پسران نوجوانان بدست می‌آورد؛ برای حل مشکلش درخواست کمک می‌کند. ولی لی چانگ که نمی‌تواند اسرارش را برای او فاش سازد؛ در قبال دریافت نوکر جوان وایانگ، او را با دکتر جراحی به نام «تیانجیزی»، برای پیوند آلت مرتبط می‌سازد. در نهایت وایانگ موفق به دریافت آلت یک «قاطر» می‌شود. وایانگ در بازگشت به قلعه با ده‌ها دختر از جمله معشوقه‌های شاهزاده «دانگ می» و «روژیو» همبستر می‌شود؛ و این باعث حسادت شدید شاهزاده می‌شود.
شاهزاده با دسیسه چینی و کمک «لی چانگ»، وایانگ را در حال سرقت از گنجینه اش دستگیر و شکنجه می‌کند. یوژیانگ برای پیدا کردن وایانگ به قلعه می‌رود؛ ولی شاهزاده آن دو را که هنوز عاشق هم هستند، شکنجه و آزار جنسی می‌دهد. شاهزاده نینگ، معشوقه اش یعنی «دانگ می» را نیز در هنگام رابطه جنسی می‌کشد؛ و «روژیو» و «لی چانگ» را مجبور می‌کند، برای فریب دادن و رابطه جنسی نزد راهب بروند و پنجاه سال عبادت راهب را بی اثر کنند و راهب نیز بخاطر غم و غصه، خودکشی می‌کند. شاهزاده درنهایت آلت وایانگ را می‌برد و به پای یوژیانگ شورت قفل دار قرون وسطایی می‌بندد.
امپراتور چین که به خیانت شاهزاده پی برده‌است؛ با فرستادن گارد دربار، به قلعه حمله می‌کنند و در نهایت با کمک صاحب روسپیخانه، موفق به کشتن شاهزاده نینگ می‌شوند. وایانگ و یوژیانگ سالها عاشقانه در کنارهم زندگی می‌کنند و به سن پیری می‌رسند.